# إيريكا إريكسون
إيريكا إريكسون (23 يونيو 1990 بالسويد - ) هي لاعبة كرة قدم سويدية في مركز الوسط.

## وصلات خارجية
- إيريكا إريكسون على موقع قاعدة بيانات كرة القدم.إي يو (الإنجليزية)
- إيريكا إريكسون على موقع Soccerway.com (الإنجليزية)